# Schlamm

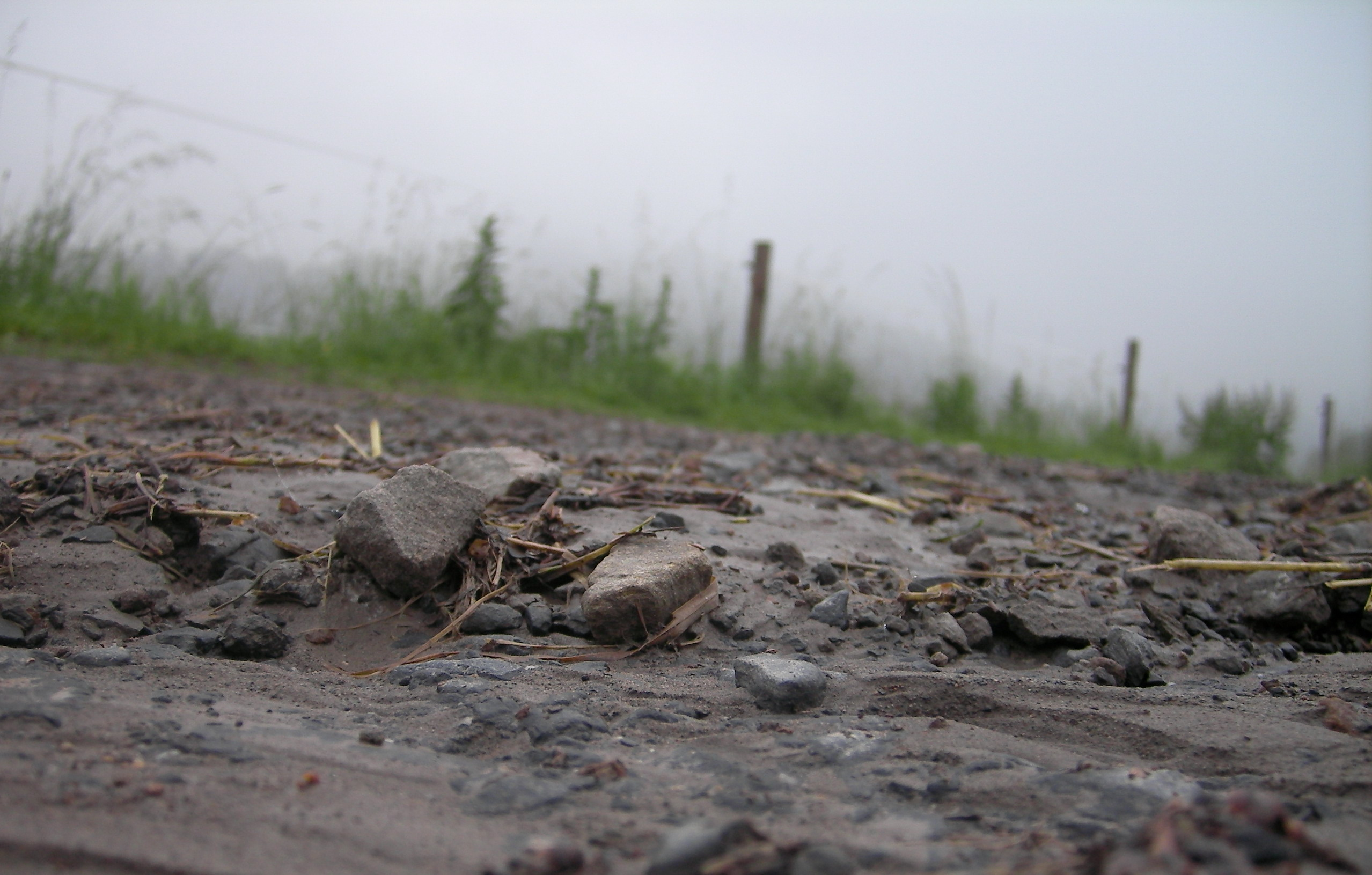
Les schlamms sont un mélange de fines poussières de charbon, d'eau (et éventuellement d'additifs, dont floculants, ici mélangés à des schistes et autres déchets.

Le schlamm (de l'allemand Schlamm « boue, vase ») désigne dans le domaine des charbonnages un déchet minier composé de fines poussières de charbon, d'eau (et éventuellement d'additifs, dont des floculants).
Le schlamm a l'aspect d'une liqueur ou d'une boue noire de granulométrie inférieure à 0,1 mm, issue du lavage du charbon ou du relavage de déchets (« stériles ») de schistes à forte teneur en charbon.
Le schlamm était autrefois produit lors du tri et du lavage du charbon. Il a été ensuite produit en quantité plus importante quand on a cherché à valoriser de faibles quantités de charbon encore présentes dans certaines stériles minières en aval de l'extraction, et surtout (dans les périodes plus récentes) à partir du re-lavage  des anciens terrils encore riches en charbon (broyage, tri, séparation magnétique…). On a notamment développé à la fin du XXe siècle des cyclones à liqueur dense permettant de récupérer plus de charbon (par centrifugation), et des moyens de traitement des « schlamms grenus » par séparation hydraulique à densité contrôlée (unisizer).
Les Schlamms étaient stockés en aval des carreaux de mine dans de vastes bassins à ciel ouvert où la boue de schlamm décantait en exprimant une eau noire qui s'évaporait lentement.
Ces bassins étaient dans le bassin minier du Nord-Pas-de-Calais dits « Bacs à schlamm » ; dangereux car le schlamm tant qu'il n'est pas déshydraté peut se comporter comme du sable mouvant, et d'autres déchets industriels peuvent éventuellement y avoir été introduits.

## Usages
La finesse des particules du schlamm permet d'obtenir un charbon fluidisé à injecter dans une chaudière avec de l'air (mélange explosif) et/ou de l'eau, après l'avoir tamisé et éventuellement déshydraté (par exemple dans un tambour rotatif chauffé par les gaz de combustion). Mais il peut aussi contenir, comme le charbon dont il est issu, des substances toxiques ou indésirables (soufre, mercure, etc.). 

Des modélisations de la combustion (encore mal comprise) du mélange poussière de charbon/eau sont étudiées.

### Dans les terres cuites
Des déchets miniers, dont des schlamms ont été utilisés (en Belgique au moins) comme additifs dans l'argile utilisée pour produire des matériaux de construction en terre cuite.

## Centrale thermique au schlamm
À Carling, en Lorraine, les Charbonnages de France ont créé une centrale thermique au schlamm. Le résidu du "lavage" du charbon contient jusqu'à 50 % de charbon, déposé dans les bassins près des sites de production. Il est possible de le récupérer et d'en tirer de l'énergie thermique. L'injection directe dans la chaudière d'un lit fluidisé de pulpe de schlamm à 33 % d'eau permet un rendement dépassant les limites de la rentabilité et une production de 0.125 GW électriques. Ce brûlage est polluant, mais apriori moins que s'il avait fallu réextraire une quantité équivalente de charbon.
Les quantités de schlamm produites dans le passé ont été importantes. 
Les techniques de lavage cherchent à moins perdre de charbon dans les lavoirs, et une grande partie de la poussière de charbon récupérable est aujourd'hui réutilisée (agglomérée et vendue comme charbon).  Dans un contexte de crise de l'énergie, qui pèse sur l'environnement (trop de CO2 anthropique). Certains industriels cherchent à produire un charbon propre, qui passe notamment par une meilleure valorisation du "schlamm", en cherchant à réduire la pollution ou en cherchant à développer un stockage géologique du CO2 produit. Pour l'instant, l'écobilan et l'ACV du charbon comme source d'énergie restent cependant parmi les pires parmi ceux des énergies fossiles.
L'étude rhéologique des boues de schlamm, et des moyens d'accélérer la floculation des particules charbonneuses est encore sujet de recherches.

## Écologie des bacs à schlamm
Les bassins dans lesquels l'industrie charbonnière a stocké les schlamm non valorisables (aux conditions techniques et économiques du moment) présentent des caractéristiques très particulières.

 En tant que plan d'eau, et à dominante "noire", se réchauffant plus vite au soleil, ils ont pu attirer des oiseaux, des amphibiens et certains insectes aquatiques et dans les parties émergées en cours de séchages, divers insectes, dont hyménoptères fouisseurs qui ont su profiter de leur capacité à accumuler l'énergie solaire (effet "tempéré" par le refroidissement induit par l'évaporation quand le schlamm est humide)
La faune invertébrée (insectes notamment) qu'ils abritent après recolonisation est tout à fait spécifique, probablement liée à la granolumétrie très fine du substrat et aux plantes qui poussent préférentiellement sur ces substrats. En particulier les terrils comprenant de grands bacs à schlamms abritent plus d'espèces rares (ex : abeilles du genre Nomada) que les terrils constitués de schistes qui abritent autant ou plus d'espèces, mais plus ubiquistes . 

Il ne semble pas y avoir eu d'études sur d'éventuels transferts de polluants des schlamms vers le réseau trophique.
Ils n'ont généralement pas reçu de pesticides ni d'engrais, et sont souvent situés près d'anciennes voies ferrées abandonnées (dites Cavaliers miniers dans le nord de la France) ; De ce point de vue, et sous réserve qu'on n'ait pas sous-estimé leur contenu polluant, ils pourraient contribuer à la trame verte et bleue et à d'autres formes de réseaux écologiques
On sait que ces bassins sont pauvres en certains nutriments, ce qui ne facilite pas la plantation d'espèces ornementales, mais peut être intéressantes pour certaines espèces pionnières. 
La boue y est initialement anoxique, et les schlamms, comme les cendres de charbon peuvent contenir des quantités significatives de métaux lourds toxiques pouvant poser des problèmes pour la faune et pour la flore qui cherchent naturellement à les recoloniser, ou quand ils sont végétalisés (renaturation par l'industriel ou les collectivités lors d'opération de réhabilitation paysagère (après-mine).